# Port Bannatyne
Port Bannatyne, veraltet auch Kamesburgh, gälisch: Port MhicEamailinn, ist eine Ortschaft auf der schottischen Insel Bute in der Council Area Argyll and Bute. Sie liegt an der Ostküste der Insel an den Ufern der Kames Bay etwa drei Kilometer nordwestlich von Rothesay, dem Hauptort der Insel. Direkt östlich an Ardbeg Point liegt die Nachbarortschaft Ardbeg. Port Bannatyne ist durch die A844, einer der beiden Hauptstraßen der Insel, an das Straßennetz angeschlossen. Im Jahre 2011 wurden in Port Bannatyne 1210 Einwohner gezählt.

## Geschichte
Port Bannatyne entwickelte sich als Fischerdorf. Nordwestlich der Ortschaft befindet sich das kleine Schloss Wester Kames Castle. Es wurde entweder im späten 16. oder dem frühen 17. Jahrhundert errichtet und damit im selben Zeitraum wie das nahegelegene Kames Castle. Es war Sitz der Spenses von Wester Kames, deren Familiengeschichte bis in das 15. Jahrhundert zurückverfolgt werden kann. Im Jahre 1801 wurde ein steinerner Schiffsanleger mit Kaianlagen errichtet. Diese förderten die Heringfischerei und stellten durch die Bedienung durch Fährschiffe eine verkehrsinfrastrukturelle Maßnahme dar. In den 1860er Jahren erwarb der Marquess of Bute die Ortschaft und benannte sie von Kamesburgh in Port Bannatyne um. Die Umgebung von Rothesay entwickelte sich im Viktorianischen Zeitalter als sich die Insel einem zunehmenden Touristenstrom ausgesetzt sah, was den Bau von Hotelanlagen und Wohngelegenheiten auslöste. In dieser Zeit entstanden in Port Bannatyne zahlreiche Villen und Landhäuser wohlhabender Gäste. Trotz der Entwicklung bewahrte Port Bannatyne teilweise seinen ursprünglichen Charakter als Fischerdorf.